# Cicindela virgula
Cicindela (Cosmodela) virgula – gatunek chrząszcza z rodziny biegaczowatych, podrodziny trzyszczowatych i plemienia Cicindelini.

## Opis
Biegaczowaty ten osiąga od 17 do 20 mm długości ciała. Wyglądem zbliżony jest do Cicindela aurulenta, lecz nieco bardziej wydłużony. Przedplecze dłuższe. Pokrywy owalne w obrysie, nieco węższe w ramionach. Plamki na pokrywach mniejsze, te środkowe cienkie, poprzeczne, przecinkokształtne.

## Występowanie
Chrząszcz ten występuje w Bhutanie, Nepalu, Indiach, Bangladeszu. Birmie, Kambodży, Chinach, na Tajwanie, w Laosie, Tajlandii i Wietnamie.